# フィル・ロード&クリス・ミラー
フィル・ロード（Phil Lord、1975年7月12日 - ）とクリス・ミラー（Chris Miller、1975年9月23日 - ）は、アメリカ合衆国の映画及びテレビの脚本家、プロデューサー、監督、俳優のデュオである。クリス・ミラーは、クリストファー・ミラー（Christopher Miller）とも表記される。

## 概要
2人はダートマス大学で出会った。特に『くもりときどきミートボール』（2009年）、『LEGO ムービー』（2014年）といったアニメーション映画の監督・脚本で知られているほか、実写作品の『21ジャンプストリート』（2011年）とその続編の『22ジャンプストリート』（2012年）の監督も務めている。二人がプロデューサーを務め、フィル・ロードが共同脚本に参加した『スパイダーマン:スパイダーバース』（2018年）でアカデミー長編アニメ映画賞を受賞した。テレビシリーズ『The Last Man on Earth』（2015年 - 2018年）、『プリンセス ユニキャット』（2017年 - 2020年）の共同プロデューサーも務めた。

## 生い立ち
フィル・ロードはキューバ難民の息子である。
「ニューヨークタイムズ」によると、フィル・ロードはマイアミ出身で、彼の母親はキューバ出身の心理学者で、父親は航空事業を退職したのちに、ダンス・カンパニーを10年間監督していた。クリス・ミラーはシアトル出身で、彼の父親は製材所を営んでいた。
フィル・ロードもクリス・ミラーもともに幼少期はアニメーションに親和性のあるショートフィルムを作って育った。ダートマス大学時代に二人は同じ学生新聞の別々のコラムを担当していた。学生団体に関して言えば、ロードは「アマルナ」のメンバーで、ミラーはAlpha Chi Alphaに所属していた。大学時代にミラーは現在の妻と出会った。
ダートマス大学時代にクリス・ミラーのプロフィールが掲載された大学新聞が発行され、それがディズニーのマイケル・アイズナーの目に留まった。フィル・ロードによれば、アイズナーがディズニー幹部の関心を引くためにミラーのプロフィールを見せると、彼らはミラーとのミーティングの場を準備したという。ミラーはロードの同伴を条件にミーティングに出ることを了解した。その三か月後に二人はロサンゼルスへ行き、一度ミーティングを行ったところ、ディズニー・テレビジョン・アニメーションから二年間のデベロップメント契約のオファーを受けた。

## フィルモグラフィ

### 映画

#### 監督作品
| 年   | 題名                                                         | 備考       |
| ---- | ------------------------------------------------------------ | ---------- |
| 2009 | くもりときどきミートボール Cloudy with a Chance of Meatballs | 監督・脚本 |
| 2012 | 21ジャンプストリート 21 Jump Street                          | 監督       |
| 2014 | LEGO ムービー The Lego Movie                                 | 監督・脚本 |
| 2014 | 22ジャンプストリート 22 Jump Street                          | 監督       |
| 2026 | プロジェクト・ヘイル・メアリー Project Hail Mary             | 監督       |

#### 製作作品
| 年   | 題名                                                                                       | 役割                |
| ---- | ------------------------------------------------------------------------------------------ | ------------------- |
| 2013 | くもりときどきミートボール2 フード・アニマル誕生の秘密 Cloudy with a Chance of Meatballs 2 | 製作総指揮・原案    |
| 2016 | コウノトリ大作戦! Storks                                                                   | 製作                |
| 2017 | ブリグズビー・ベア Brigsby Bear                                                            | 製作                |
| 2017 | レゴバットマン ザ・ムービー The Lego Batman Movie                                          | 製作                |
| 2017 | レゴニンジャゴー ザ・ムービー The Lego Ninjago Movie                                       | 製作                |
| 2018 | ハン・ソロ/スター・ウォーズ・ストーリー Solo: A Star Wars Story                            | 製作総指揮          |
| 2018 | スモールフット Smallfoot                                                                   | 製作総指揮          |
| 2018 | スパイダーマン:スパイダーバース Spider-Man: Into the Spider-Verse                          | 製作・脚本 (ロード) |
| 2019 | レゴ ムービー 2 The Lego Movie 2: The Second Part                                          | 製作・脚本          |
| 2021 | ミッチェル家とマシンの反乱 The Mitchells vs. the Machines                                  | 製作                |
| 2023 | スパイダーマン:アクロス・ザ・スパイダーバース Spider-Man: Across the Spider-Verse          | 製作・脚本          |
| 2023 | コカイン・ベア Cocaine Bear                                                                | 製作                |
| 2023 | スラムドッグス Strays                                                                      | 製作                |
| 2027 | スパイダーマン:ビヨンド・ザ・スパイダーバース Spider-Man: Beyond the Spider-Verse          | 製作・脚本          |
| TBA  | Archie Comics                                                                              | 製作                |

### テレビシリーズ
| 年        | 題名                                       | 備考                                    |
| --------- | ------------------------------------------ | --------------------------------------- |
| 1998–2000 | キャロライン in N.Y. Caroline in the City  | 出演: ビル（ロード） / クリフ（ミラー） |
| 1999      | Zoe, Duncan, Jack and Jane                 | 脚本                                    |
| 2002–2003 | Clone High                                 | 計13話監修・企画・製作総指揮 計4話脚本  |
| 2004–2006 | Cracking Up                                | 計2話コンサルティングプロデューサー     |
| 2005–2006 | ママと恋に落ちるまで How I Met Your Mother | 計2話脚本 計17話共同製作総指揮          |
| 2013      | Brooklyn Nine-Nine                         | 第1シーズン第1話のみ監督・製作総指揮    |
| 2015      | Last Man on Earth                          | 製作総指揮                              |